# Restrição de função
Em matemática, A restrição de função {\displaystyle f} é uma função cujo domínio é restrito a um subconjunto do domínio da função original.
Em outras palavras,  considere uma função {\displaystyle f:A\longrightarrow B} e um conjunto X, tal que {\displaystyle X\subset A}. A restrição de função {\displaystyle f:A\longrightarrow B} a um conjunto {\displaystyle X\subset A} é a função {\displaystyle f|X:X\longrightarrow B}, tal que {\displaystyle (f|X)(x)=f(x)} para todo {\displaystyle x\in X}.